# 旅客車

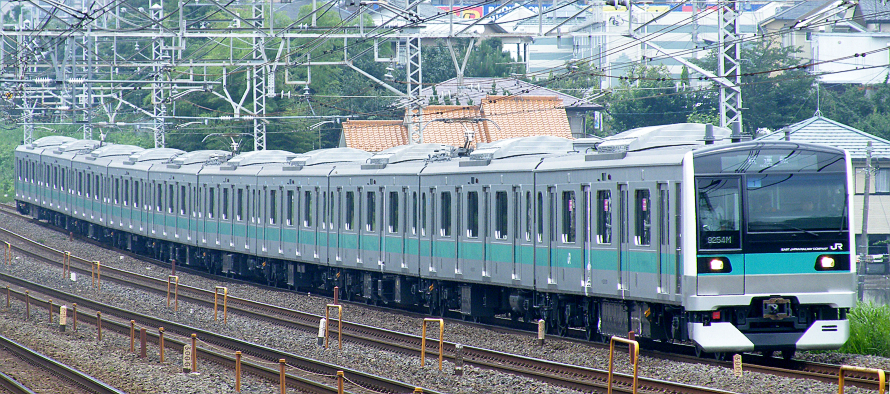
旅客車の例・側面にある扉から旅客が乗降する

旅客車（りょかくしゃ）とは、旅客の輸送（客扱い）を目的とする車両のことである。
道路交通においても旅客車は存在するが（バス、タクシー、ハイヤーを参照）、当項目では鉄道における旅客車を主題として解説している。
原則として運賃の発生する営業運輸が基本だが、一部には鉄道事業者の訓練等に使われる事業用車両、天皇などの皇族が利用する皇族用車両なども含まれる。
旅客車には以下のような種類がある。
- 電車（EC）
  - 新幹線（TEC）
- 気動車（DC）
- 客車（PC）
- 磁気浮上式鉄道（LMC）

## 旅客車の設備分類
旅客車は、どのような接客設備を備えているかによって分類されている。

### 座席車
座席車は最も基本的な旅客車で、車内に座席を備えているものである。乗客に着席しての旅行を提供するが、通勤用の車両のように定員の過半数が立席の車両であっても座席車の区分に含まれる。
国や鉄道事業者にもよるが、一等車、二等車のように車内の設備によって等級が付けられていることがある。等級の段階数もまた国と鉄道事業者によって様々である。等級に特別な名前が付けられていることもある。等級が上のものから例として示すと、日本のJRにおいては、グリーン車、普通車、韓国の韓国鉄道公社においては特室と一般室、中国の鉄道においては軟座車と硬座車、スペインの鉄道においてはクラブ (CLUB)、プレフェレンテ (PREFERENTE)、ツーリスタ (TURISTA) となっている。さらに等級により列車そのものが異なっていることがあり、例えばペルー・レイルでマチュ・ピチュへ向かう観光列車は、等級が上のものからハイラム・ビンガム号 (Hiram Bingham)、ビスタドーム号 (Vistadome)、バックパッカー号 (Backpacker) となっている。
ヨーロッパでは、一等車が地方の閑散路線や、時には都市の通勤路線にまで連結されていることがある。通勤路線の一等車は二等車と設備的に差がないことがあるが、それでも一等車が設定され利用者があるのは、ヨーロッパの階級社会の伝統に根ざしているとされる。運賃制度上、基本運賃に一等車料金を足すのではなく、二等運賃と一等運賃が別立てになっている場合には、一等の運賃を収受したからには一等車を運行しなければならないという理由もある。さらに、上位の等級に乗車するような階級の人間の居住地・勤務地や官公庁の所在地などを考慮して連結されることもある。
乗降用のドアやトイレ、洗面所などがデッキにあり、壁と扉で客室と区切られている形式と、区切られていない形式がある。前者は特急、急行用などの優等列車を中心に用いられる。
また客室内において、座席同士が特に区切られずに並べられている形式を開放座席車（オープンサルーン）といい、数人用の部屋に区切られている形式をコンパートメントという。オープンサルーンにおいては、中央に通路が設けられて両側に座席が設置される形態が多く、一方コンパートメントにおいては片側に通路が設けられている形態が多い。ただし中央通路で両側にそれぞれコンパートメントが並ぶ形態もある。屋根付き馬車の車体構造に由来する、各コンパートメントに直接外と繋がるドアが取り付けられている車両があり、現在でもイギリスの保存鉄道などで見られる。こうしたドアをスラムドアという。
オープンサルーンでは、さらに座席の配置の仕方に様々な形態がある。詳細は鉄道車両の座席を参照。
座席車には、座席以外に荷物置き場、トイレ、洗面所、乗務員の業務用スペース、身障者スペースなども設置されることがある。

### 寝台車
寝台車は、客室内に寝台（ベッド）を設置してあり、乗客が寝たまま旅行できるようにされている車両である。主に夜行や、行程が数日にわたる長距離列車に連結されている。
座席車と同様に、寝台車も国や鉄道事業者により等級で分かれている。例えば等級が上のものから、日本のJRではロイヤル又はスイート、A寝台車、B寝台車、中国の鉄道では軟臥車、硬臥車、ヨーロッパのシティナイトラインではデラックス、コンフォート、エコノミー、クシェット、スペインのタルゴではグランクラッセ、プレファレンテ、ツーリストである。
寝台車においても、開放形式と個室形式がある。開放形式では、寝台はカーテンにより外部の空間と仕切られるだけであるが、個室形式においては、部屋を施錠することができる部屋になっている。ただし中国の硬臥車ではカーテンも付いていないものがある。アメリカにおいては開放形式が、ヨーロッパにおいては個室形式が主流であったが、後にアメリカも個室形式に移行している。
開放形式の寝台の配置パターンには大きく分けると2つあり、1つは車両の中央に前後方向の通路が通り、その両側に線路と平行に寝台が並んでいるもの、もう1つは車両の片側に通路が通り、線路と直角に寝台が並んでいるものである。なお、スペインのタルゴ客車には斜めの寝台も存在している。前者のうち、昼間には寝台を畳んでボックスシートとするものを、この形式の寝台車を多数所有していたアメリカの会社の名前からプルマン式と呼ぶ。一方、昼間でも寝台をそのままにロングシートのように座る形式を、アメリカでの寝台車の販売呼称からツーリスト式と呼ぶ。収容できる定員数の確保のため、特に等級の高い寝台車でない限り、二段寝台や三段寝台になっているのが普通である。
個室形式の寝台では、等級にもよるが、個室内にシャワー室、トイレ、洗面台などが備わっていることがある。シャワー室については、開放形式の寝台に乗車している旅客も使用することができる共用のものが設置されている列車もある。
寝台車運行の全盛期には、アメリカではプルマン社、ヨーロッパでは国際寝台車会社（ワゴン・リー社）が、鉄道会社とは別個に設立されて寝台車を所有し、鉄道会社と契約を結んで寝台列車を走らせていた。こんにちでは航空機や高速鉄道の発達により、かつてほど夜行列車は重要ではなくなったが、今なお多くの列車が運行されている。さらに観光目的で、列車に乗ること自体を目的とした旅行を提供する豪華列車にも寝台車がよく連結されている。

### 食堂車
食堂車は、車内に供食設備を備えた車両である。簡単な厨房設備と食事のためのスペースを備えている。
車内においてきちんと材料から調理して食事を提供する場合と、地上で準備した食事を車内では温めて提供するだけ（飛行機の機内食と同様）の場合がある。現代においては後者のケースが増えている。またメニューにある料理から選択するのではなく、カフェテリア形式になっていて、自分の好みの食品を選択して食べるものもある。カフェテリア形式の場合、自分の座席に持ち帰ることができることもある。立席で軽食の提供を前提とした車両の場合はビュフェと呼ばれる。
食事を直接提供する以外に、売店としての営業や車内販売の準備スペースとしての機能を持っていることがある。
世界的に鉄道の高速化や長距離旅客の航空機への転移などにより、食堂車の連結が廃止されたり営業が簡素化されたりしている。日本では既にごく一部の寝台列車で営業するのみである。ヨーロッパでも高速鉄道ではビュフェ程度のものが多いが、在来線を長時間走行する列車では本格的な食堂車もまだ営業している。中国においては、今でも長距離を走行する列車が食堂車を連結するのは一般的である。中国の食堂車は、食事を直接提供する拠点であるばかりでなく、車内販売で販売される弁当の調理を行うという機能を持っている。
列車によっては、運賃や料金に食事代が含まれており、航空機の機内食のように各座席に食事が運ばれてくるものがある。この場合でも食事を準備するためのスペースが列車内のどこかに用意されている。豪華列車の中には同じく食事代が込みになっていても、指定された予約時間に旅客が食堂車に足を運ぶようになっているものもある。

### 郵便車・荷物車
郵便車は、郵便物を積載する車両である。単に郵便物を載せて輸送するだけではなく、車内に郵便物を区分するための棚が設けられており、郵便局員が乗務して走行中に郵便物の仕分けができるようになっているものが多い。イギリスでは、通過駅を走行中に、つまり停車することなく郵便物を積み込み、積み降ろす特殊な装備を持った郵便車をかつて走らせていた。フランスのTGVでは、1編成すべてが郵便車というLa Posteが存在している。
荷物車は、旅客の手荷物（手回り品）を積載する車両である。航空機における旅客荷物の預かりサービスのように、鉄道側が旅客の荷物を預かって到着地まで輸送するサービスを行うというのがもともとの目的である。宅配便のように、小包を特定の駅まで送る鉄道小荷物輸送（チッキ）の目的でも用いられている。旅客の荷物を預かるサービスは一部の豪華列車を除けば衰退している。鉄道小荷物輸送も多くの国で衰退しているが、スイスのように今でもごく普通に用いられている国もある。
郵便車や荷物車は、旅客列車に組み込まれて運行するのが一般的であるが、特に輸送量の多い幹線などでは専用列車となることもある。

### その他の特殊な旅客車
展望車は、沿線の風景を展望できるように大きな窓を設けたり座席の配置を工夫したりした車両である。優等列車の一部として組み込まれて、列車に乗車している旅客が誰でもこの車両に来て展望を楽しむことができるようになっていることが多い。ただし展望車の利用が一等車の旅客に限定されているといった場合もある。列車の末端に組み込まれている展望車では、開放形のデッキを備えているものもあった。
ロビーカー、あるいはラウンジカーと呼ばれている車両も展望車に類似したものであるが、特に展望を強調していない車両である。誰でも利用できることが前提であるので、この車両の座席に対する乗車券の発売は行われず、列車の定員にも含まれない。豪華な車両にはピアノなど楽器が積まれていることもある。
電源車は、空調、照明、調理など、車内で消費する電力を供給するための電源装置、発電装置が搭載された車両である。架線から取り入れた電力を電動発電機やインバータで変換して車内に供給する場合もあれば、ディーゼル発電機で発電する場合もある。後者は非電化区間へも直通することができる。大容量の発電セット（原動機+発電機）を電源車に搭載する集中電源方式と、中容量の発電セットを数両に一台の割合で搭載する分散電源方式とがある。また、交流電化区間では、電気機関車の変圧器から冷暖房用電力の供給を受けるものもある。

### 合造車
1両の車内に上述した設備を複数備えている車両を合造車（ごうぞうしゃ）という。一等車の需要が1両分見込めない路線において二等車と半室ずつ設置したり、荷物車と郵便車を同じ車両にしたりする。3つ以上の用途を複合した車両も存在する。

## 旅客車の用途分類
旅客車は使用される列車の性格によって分類される。旅客車の用途分類は事業者ごとに異なる。

### 日本国有鉄道・JR
日本国有鉄道（国鉄）では新性能電車・液体式気動車・新系列客車が実用化した昭和30年代以降、「○○形」と列車用途により明確に規程され、JR発足後も基本的にこの概念を受け継いでいる。
なお、国鉄による分類と定義は次の通りである。
特急形
原則として固定編成で使用するもので空気調和装置を備え、高速運転に適した性能を有する車両形式のもの
急行形
客室が出入口と仕切られ、横型の座席（クロスシート）を備え、長距離の運用に適した性能を有する車両形式のもの
旧型客車もこの概念に近いが、明確に分類されるものではない。
近郊形
客室に出入口を有し、横型（ロングシート）及び縦型腰掛（クロスシート）を備え、都市近郊の運用に適した性能を有する車両形式のもの
通勤形
客室に出入口を有し、縦型座席（ロングシート）を備え、通勤輸送に適した性能を有する車両形式のもの
一般形
客室に出入口を有し、横型（ロングシート）及び縦型腰掛（クロスシート）を備え、通勤輸送に適した性能を有する車両形式のもの
気動車では通勤輸送と中距離運用の兼ね合いと汎用性から、通勤形、特急形、急行形以外の気動車を指す用法としてこの概念が慣例的に使われた。
電車では国鉄時代は通勤形と近郊形に二分していたため、明確な意味で一般形の概念は使われなかったが、JR発足後はこの概念を採用した電車が登場している。東日本旅客鉄道（JR東日本）ではE231系で初めて通勤形と近郊形の形式上の区別を廃止し、この概念を採用している。一方、他のJR各社は線区や列車の実情に合わせて通勤形と近郊形の区分を明確にしているが、例外的にJR西日本125系電車はローカル線用の標準タイプとして一般形に区分され、置き換え対象であった一般形気動車と同種の用法で使われている。このため、電車では大都市圏向けとローカル線向けに二分され、輸送量の差が大きく表れている。
客車では通勤輸送を主目的とした50系とその他の列車で使用する旧型客車があるが、50系は地方での需要を反映してセミクロスシートとしたため、「通勤形でも近郊形でもない」として一般形に分類されている。なお、旧型客車（10系以前の客車）のことを国鉄の現場では便宜的に一般形客車・在来形客車と呼称していたが、明確にこの概念を採用したものではないため、正式に分類されるものではない。

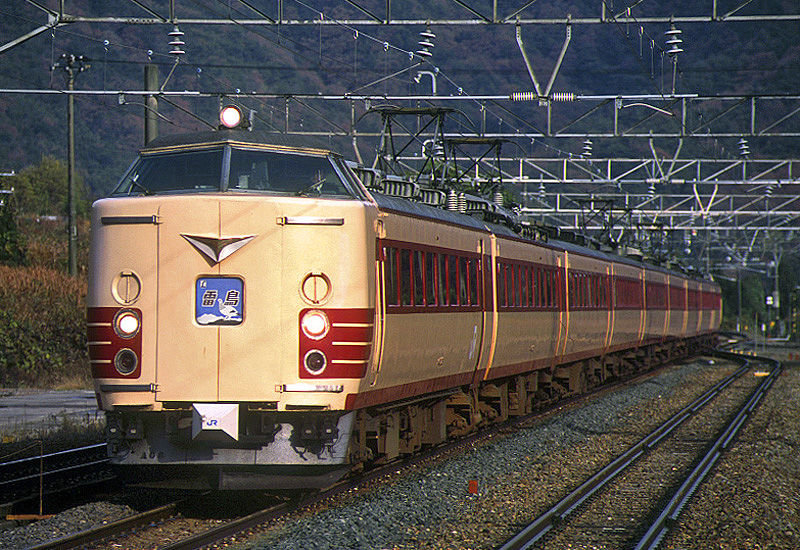
特急形 485系
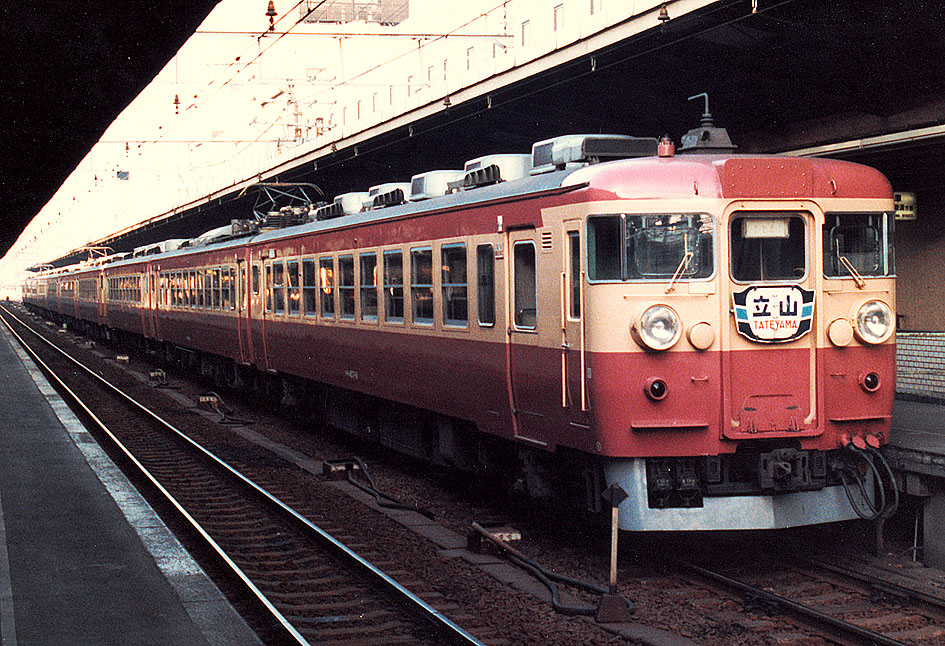
急行形 475系
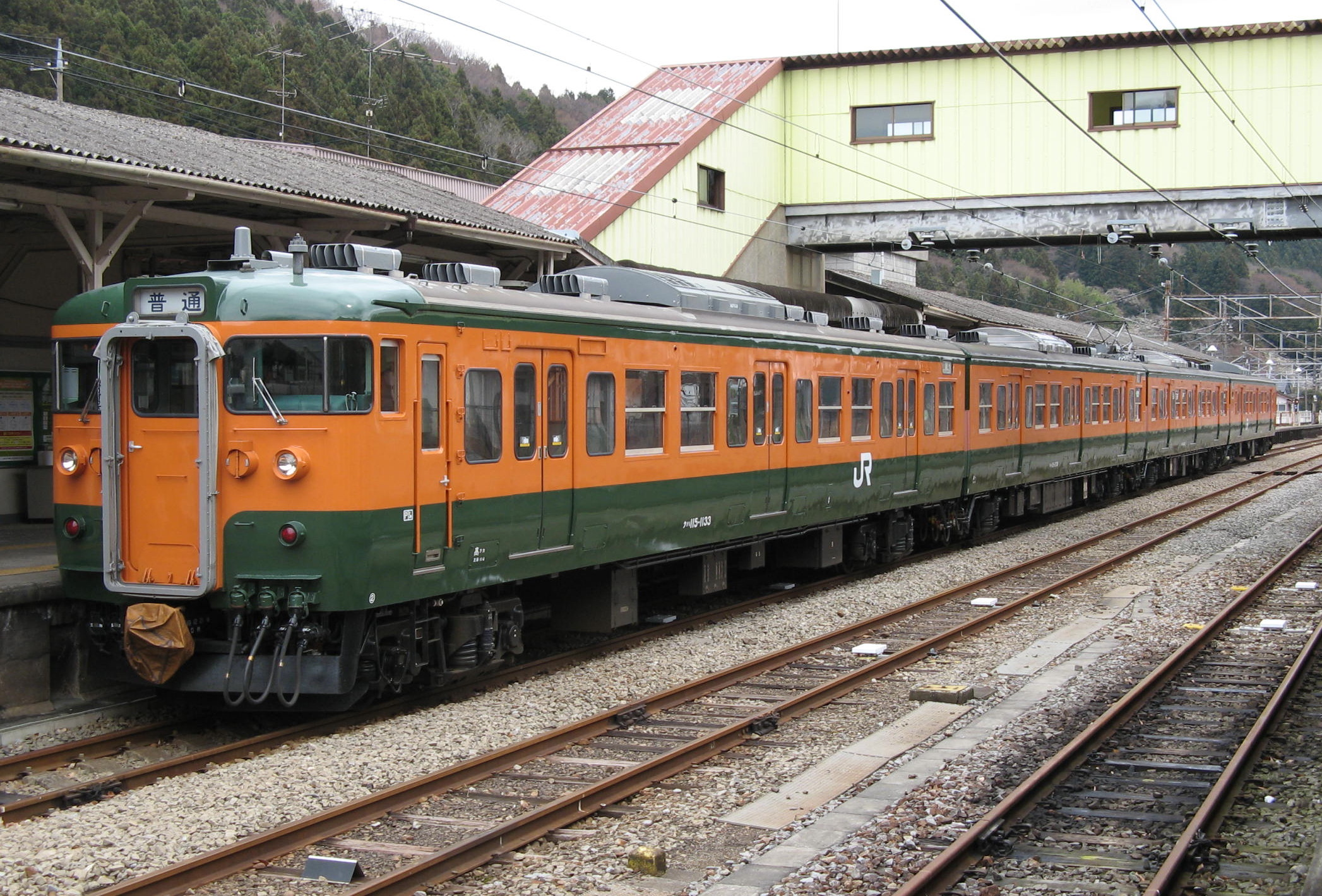
近郊形 115系
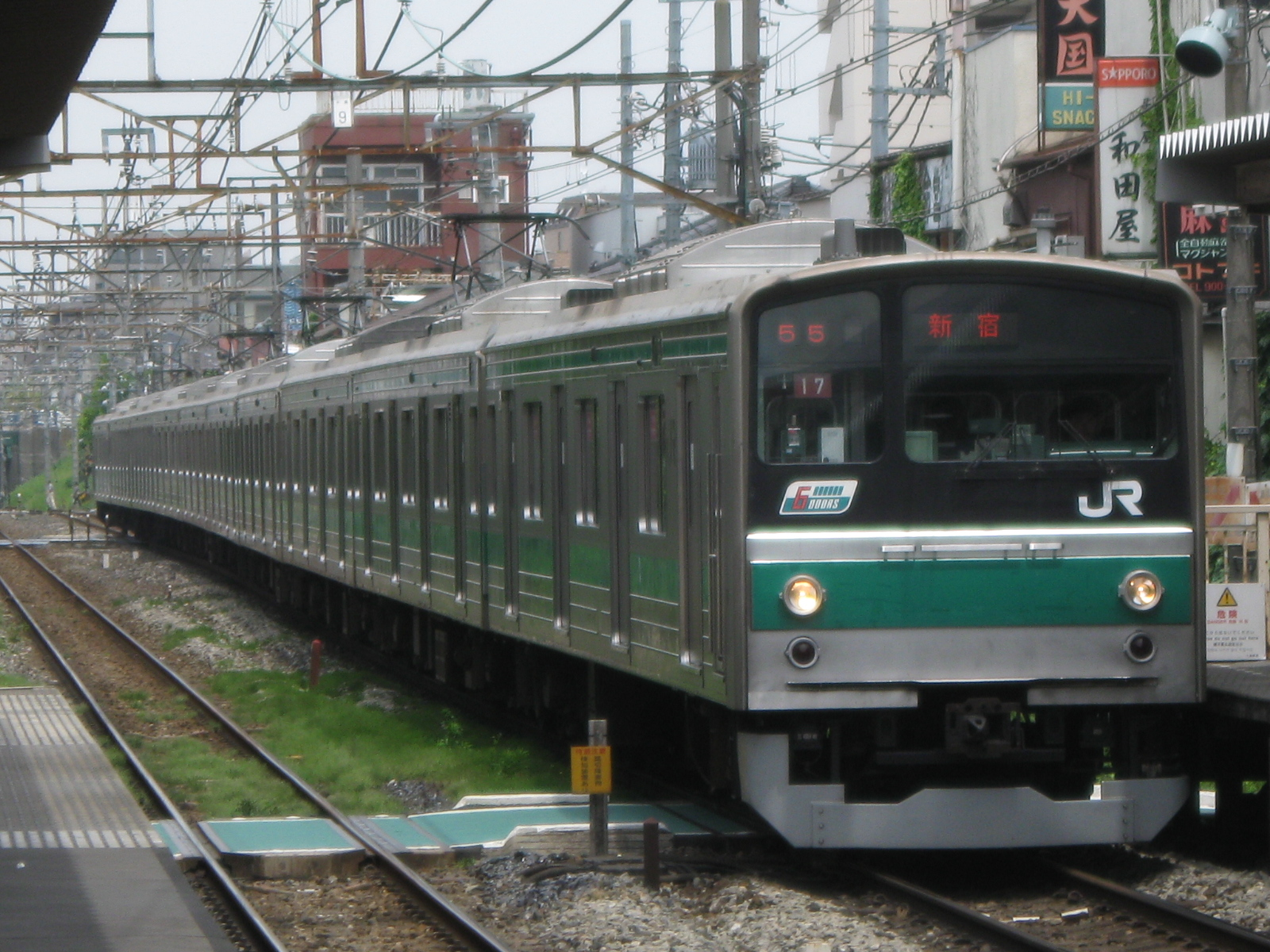
通勤形 205系
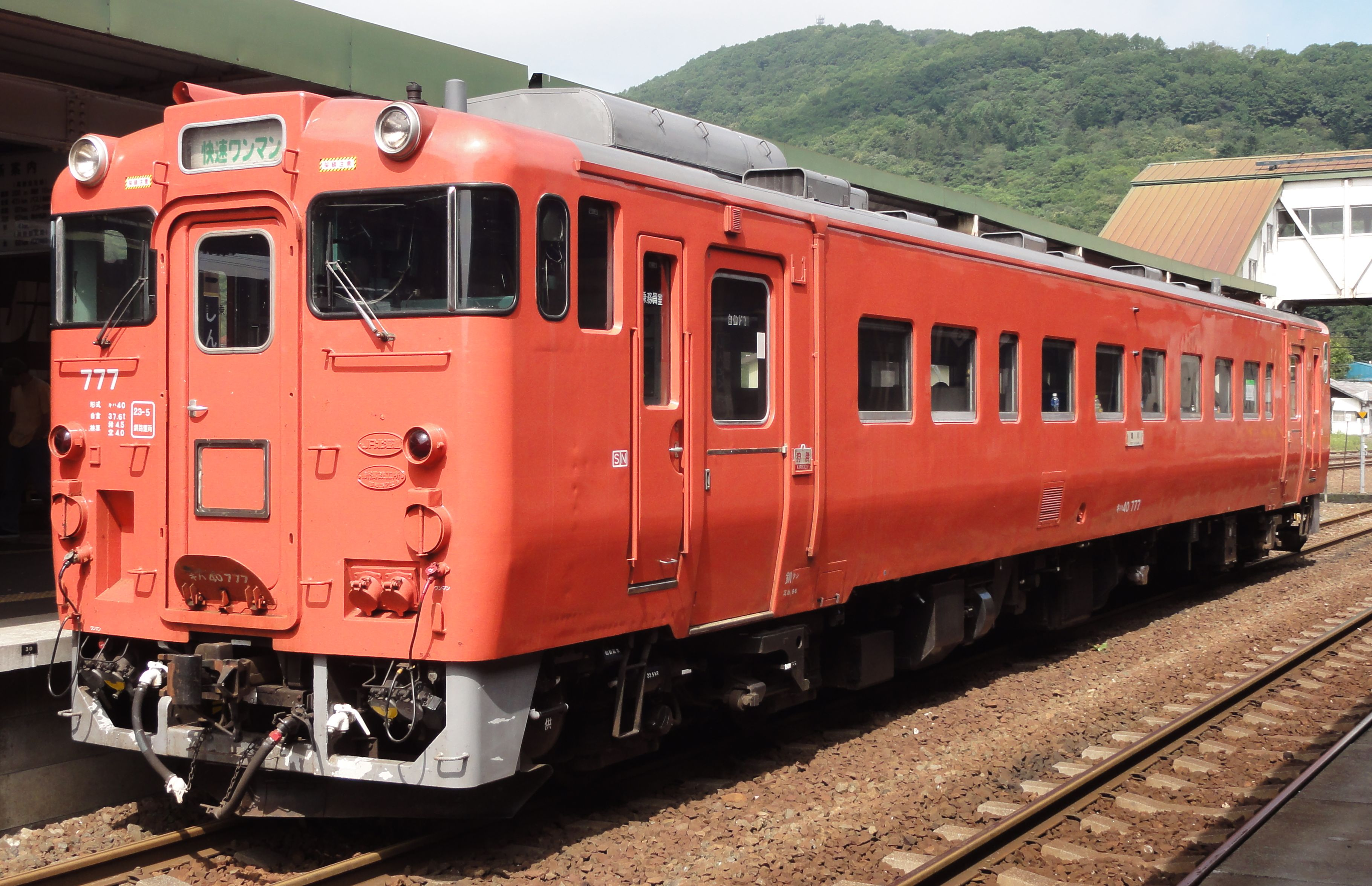
一般形 キハ40系

### その他の鉄道事業者

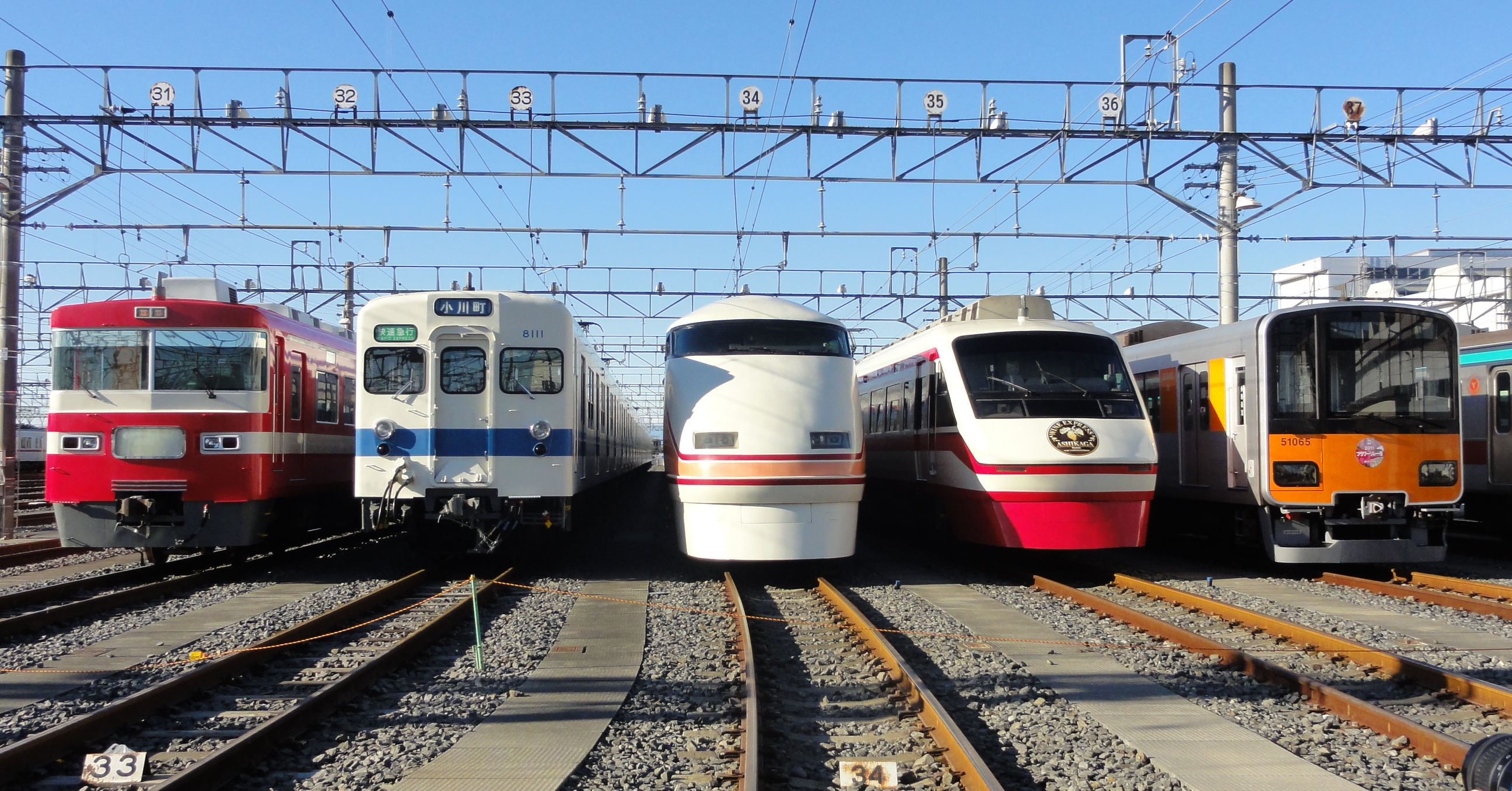
列車ごとに専用の車両を保有する東武鉄道の車両
左から1800系、8000系、100系、200系、50050系
（東武ファンフェスタにて撮影）

その他の鉄道事業者では用途分類が事業者ごとに異なり、国鉄・JRのように事業者はもとより、国土交通省や日本民営鉄道協会でも明確に規程していない。日本の私鉄では特定の列車（特に特急・急行列車といった優等列車）への使用を目的とした専用車両とその他の列車に使用する一般車両に二分される。東武鉄道や近畿日本鉄道のように列車・種別ごとに専用の車両が使用され、運用上の区別も明確にしている事業者もある一方で京王電鉄や相模鉄道のように種別ごとに使用形式を限定していない事業者もある。

### 車種の種類と特徴
旅客車の車種は大雑把に分類すれば優等列車用、普通列車用、一般用、団体用に分類されるが、優等列車用で種別の実情に合わせて特急用、急行用の車種があり、普通列車用では列車や線区の実情に合わせて近郊用、通勤用の車種がある。この他に特定の目的に供されない一般用の車種がある。

#### 優等列車（特急・急行、長距離）用旅客車
| 優等列車（特急）用旅客車の一例、JR西日本683系の普通車車内 |  | 優等列車（急行）用旅客車の一例、日本国有鉄道12系の車内 |
| 優等列車（特急）用旅客車の一例、JR西日本683系の普通車車内 |  | 優等列車（急行）用旅客車の一例、日本国有鉄道12系の車内 |

優等列車（特急・急行）用旅客車は、長距離を運行し主要駅のみに停車するような、特急や急行列車に用いるための旅客車である。日本国有鉄道（国鉄）では特急用と急行用では接客設備に格差をつけていたが、1970年代に急行用に分類される車両の製作を終了したため、1970年代後期以降は急行列車にも特急用車両が充当される事例が増加した。
優等列車（特急・急行）用旅客車では、長時間を車内で過ごす旅客のために内装の快適さに意が用いられており、また鉄道事業者の看板ともなる列車であるため外観の意匠にも配慮がなされているのが通常である。
通常、固定式クロスシートや回転式クロスシートなど、進行方向またはその逆方向を向いて座ることのできる座席が用いられる。背もたれを倒すことのできるリクライニングシートも新しい車両を中心に多く見られる。なお、立席での乗車は通常想定されない。個室を設けていることもある。
日本や北アメリカ、アジアでは、座席を回転させることで常に列車の進行方向を向いて座ることのできる回転リクライニングシートが広く普及している。これに対してヨーロッパでは、進行方向を向くことにそれほど拘りがなく、常に一方向を向いている座席が採用されている国が多い。これは座席を回転させるために座席そのものの座り心地を犠牲にすることを嫌ったからではないかと分析されている。しかしそのヨーロッパでも高速化や航空機との競争により乗車時間が短縮されてくると共に、回転式の座席が増えつつある。座席の方向が固定された車両を含む列車の終着駅での折り返しには、かつてはデルタ線を利用して列車ごと方向転換する方法も見られたが、手間が掛かることもあり廃れている。
車内にはトイレや洗面所といった長時間の乗車を想定した設備が設けられる。食堂車やラウンジといったサービス設備を持っていることもある。荷物の多い、あるいは大型の荷物を持ち込む旅客のために、荷物を置くスペースが特別に設けられていることもある。旅客の乗降は頻繁ではないので、ドアの数は少なく、1両の片側あたり1箇所から2箇所程度で、その幅も狭い。空調設備が完備されており、窓は居住性を高める目的で固定されており、開けられないものが多い。
夜行で運転される旅客列車も多くは特急・急行用旅客車を用いており、この場合寝台車も連結されることがある。

#### 普通列車用旅客車

##### 近郊（中距離）用旅客車

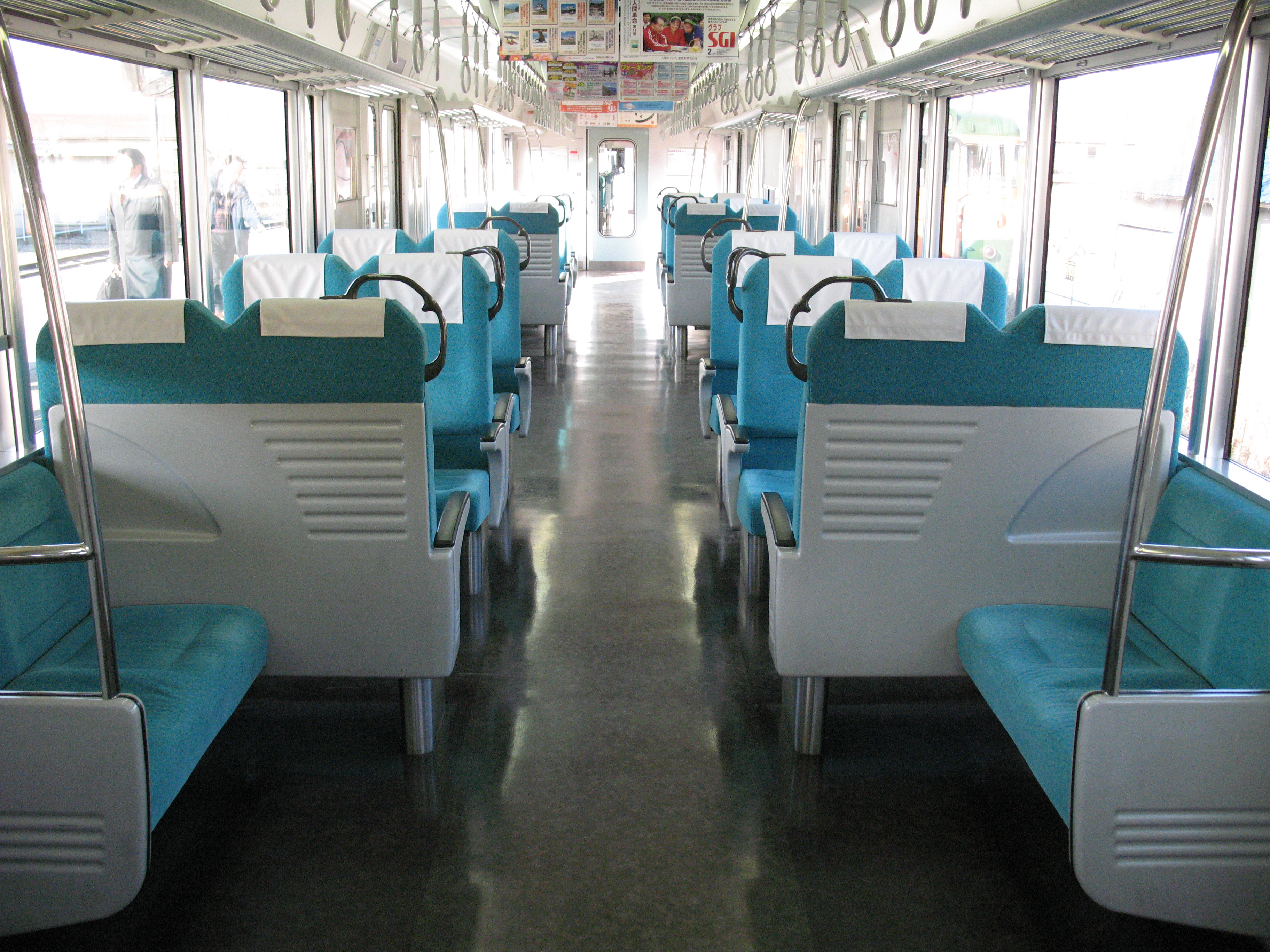
近郊用旅客車の一例、JR東海313系3000番台の車内

近郊用旅客車は、優等列車ではないが大都市の郊外や都市間、地方都市圏などで運転されるような列車に用いるための旅客車である。特急・急行用旅客車に比べると想定される乗客の車内滞在時間は短く、それに合わせて車内設備も簡素なものとなる。
座席は固定式クロスシートやセミクロスシート、転換式クロスシートなどが多く見られる。立席乗車に備えてつり革を備えていることもある。トイレを備えている車両もあるが、省略されていることもある。単に乗車して移動する以上の特別なサービスが用意されていることは少ない。特急や急行に比べると旅客の乗降が頻繁であり、1両の片側あたりのドアの数は2箇所から4箇所程度となり、その幅も特急、急行用旅客車に比べて広くなる。空調設備に関しては、通勤用の旅客車と比べても冷房の導入が遅れていたが、近年の車両では装備されている。日本では国鉄・JR独自の概念とされ、私鉄にはこの概念はないが、東武6050系電車のようなセミクロスシート車両はこれに近似する。
都市部で運転される通勤、通学輸送を想定した列車でも、アメリカやヨーロッパのように想定される乗客数が少ない場合には、この形式の車両が用いられることがある。

##### 通勤（近距離）用旅客車

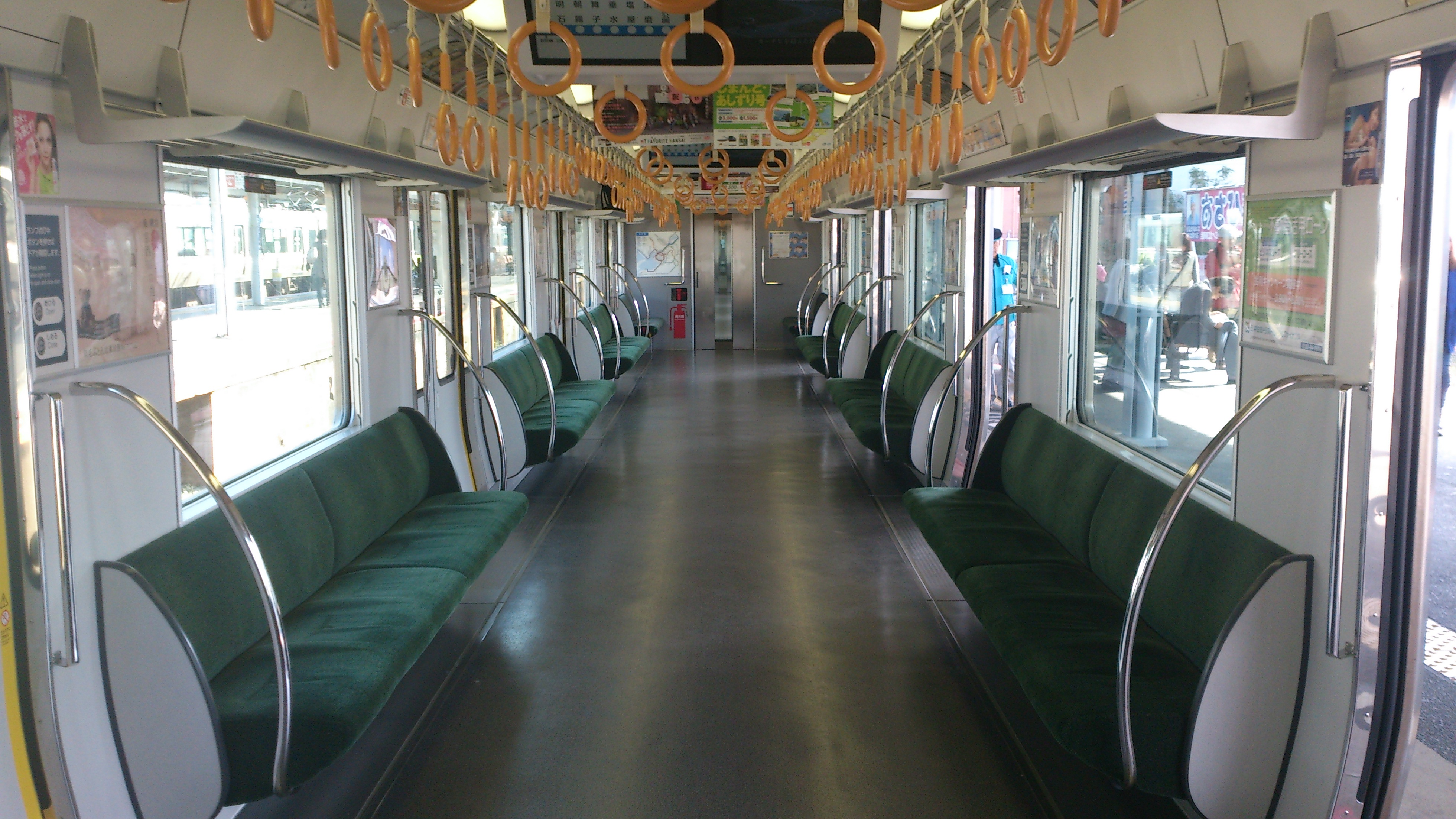
通勤用旅客車の一例、JR西日本321系の車内

通勤用旅客車は、主に都市部、とりわけ大都市圏内で運転される列車に用いるための旅客車である。日常の通勤、通学の足として用いられる車両である。
都市部の通勤路線や地下鉄などで多数の車両が必要とされるため製造、維持のコストダウンが図られ、同じ構造の車両が大量生産されることが多い。
座席は大半が進行方向に対して横方向を向いたロングシートで、また着席定員より立席定員の方が多く想定されている。運転時間が短いことと、収容力確保のため、通常トイレの設置は省略される。停車駅が頻繁で乗降する旅客も多数であるため、1両の片側あたりのドアの数は4箇所から6箇所とかなり多くなり、幅も広いものが用いられる。近郊用旅客車に比べるとラッシュアワーの車内環境保全のため、早くから冷房の設置が行われていた。ただし地下鉄用の車両については、熱の排出先の問題で冷房化が遅れていた。

#### 一般用旅客車
| 一般用旅客車（都市圏向け）の一例、JR東日本E231系の車内 |  | 一般用旅客車（ローカル線向け）の一例、JR東日本キハ100系の車内 |
| 一般用旅客車（都市圏向け）の一例、JR東日本E231系の車内 |  | 一般用旅客車（ローカル線向け）の一例、JR東日本キハ100系の車内 |

一般用旅客車は、特定の目的に供されない車両である。基本的には普通列車に用いるための車両であり、広い意味では前述の近郊用旅客車と通勤用旅客車も含まれる。近郊輸送と通勤輸送を両立させた旅客車であるが、中には優等列車向けの機能を兼ねる車両も一部存在する。都市圏で使用されるものとローカル線で使用されるものがあるが、構造は大きく異なる。
都市圏で使用されるものでは、旅客の乗降が頻繁であり、1両の片側あたりのドアの数は4箇所程度となる。日本では東日本旅客鉄道（JR東日本）のE231系以後の車両のように4ドア車が主流であるが、欧米では2階建車両が主流であり、近郊輸送と通勤輸送を両立させている。
ローカル線で使用されるものは旅客の乗降が少なく、1両の片側あたりのドアの数は2箇所から3箇所程度となる。閑散時でも1両編成で運転できるように両運転台とした車両が多く、中にはワンマン運転に対応した車両もある。
私鉄では優等列車用車両の対比としてこの表現が使われることもあるが、事業者ごとにまちまちであり、明確でないため、単純に特定の目的に供されない車両として解釈されている。

#### 団体用旅客車

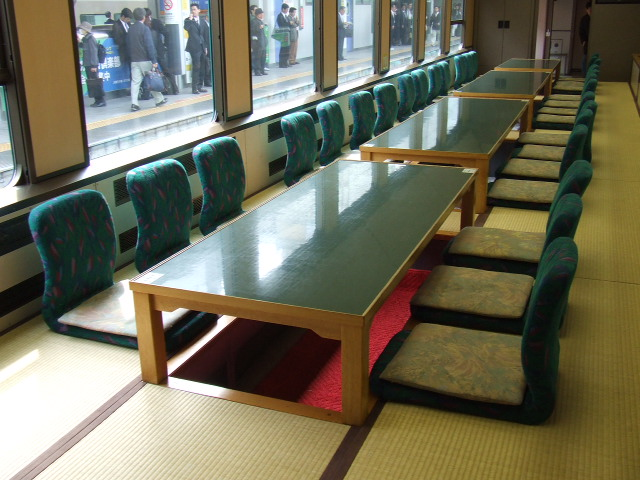
団体用旅客車の一例、お座敷列車の車内

団体用旅客車は、臨時に運転される団体専用列車向けの旅客車である。ジョイフルトレインなどとも呼ばれる。日本では現在、この概念が存在するのは近畿日本鉄道（近鉄）のみであり、国鉄・JRにおいては明確にこの分類が存在しない。他の目的の旅客車がこの目的に転用されることもあるが、専用の車両を備えているところもある。専用の車両が用いられている場合、列車の旅に特別な価値を持たせるために、お座敷列車となっていたり展望席が設けられていたりする。その他の車内の設備は特急、急行用旅客車に準じている。また、以前は修学旅行団体向けに、急行用旅客車をベースに座席定員を増やすなどのアレンジを加えた専用車両もあったが、新幹線の開業や時代の変化に伴う修学旅行の多様化により、現在のJRの車両においては存在しないため、特急・急行用旅客車で代用している。
特殊な目的の団体用旅客車として、各国の王族や要人などが利用するための車両がある。ロイヤルトレインなどと称され、日本ではお召し列車がよく知られている。専用目的に設計された車両を用いることもあれば、一般用の車両を必要に応じて改装して用いることもある。内装に通常よりも注意が払われることに加え、警備上の理由により窓に防弾ガラスを使用したり、警備担当者の乗務スペースと無線電話などの連絡手段が用意されたりする。また随行員や報道関係者の席が用意されることもある。